# 丸太町駅
丸太町駅（まるたまちえき）は、京都府京都市中京区大倉町にある、京都市営地下鉄烏丸線の駅。駅番号はK07。

## 歴史
- 1981年（昭和56年）5月29日：京都市営地下鉄烏丸線の北大路駅 - 京都駅間の開業に伴い[4]、駅開業[2][3][5]。
- 2007年（平成19年）4月1日：ICカード「PiTaPa」の利用が可能となる[5][6]。
- 2010年（平成22年）4月[7]：駅名標の下に、近隣施設の名称（平安女学院）が広告として付記される[8]。
- 2022年（令和4年）1月14日：同年公開の映画『コンフィデンスマンJP 英雄編』とのコラボレーションによるフォトスポットを設置（同年2月13日まで、後述）[9][10]。

## 駅構造
島式ホーム1面2線を有する地下駅である。烏丸通と丸太町通が交差する「烏丸丸太町」交差点の地下に位置する。改札は有人改札口が国際会館寄りの北側に、無人改札口（自動改札機のみ）が竹田寄りの南側にある。
トイレは改札外の南北改札連絡通路内にあり、南側に多機能トイレ、北側に女性トイレがある。

### のりば

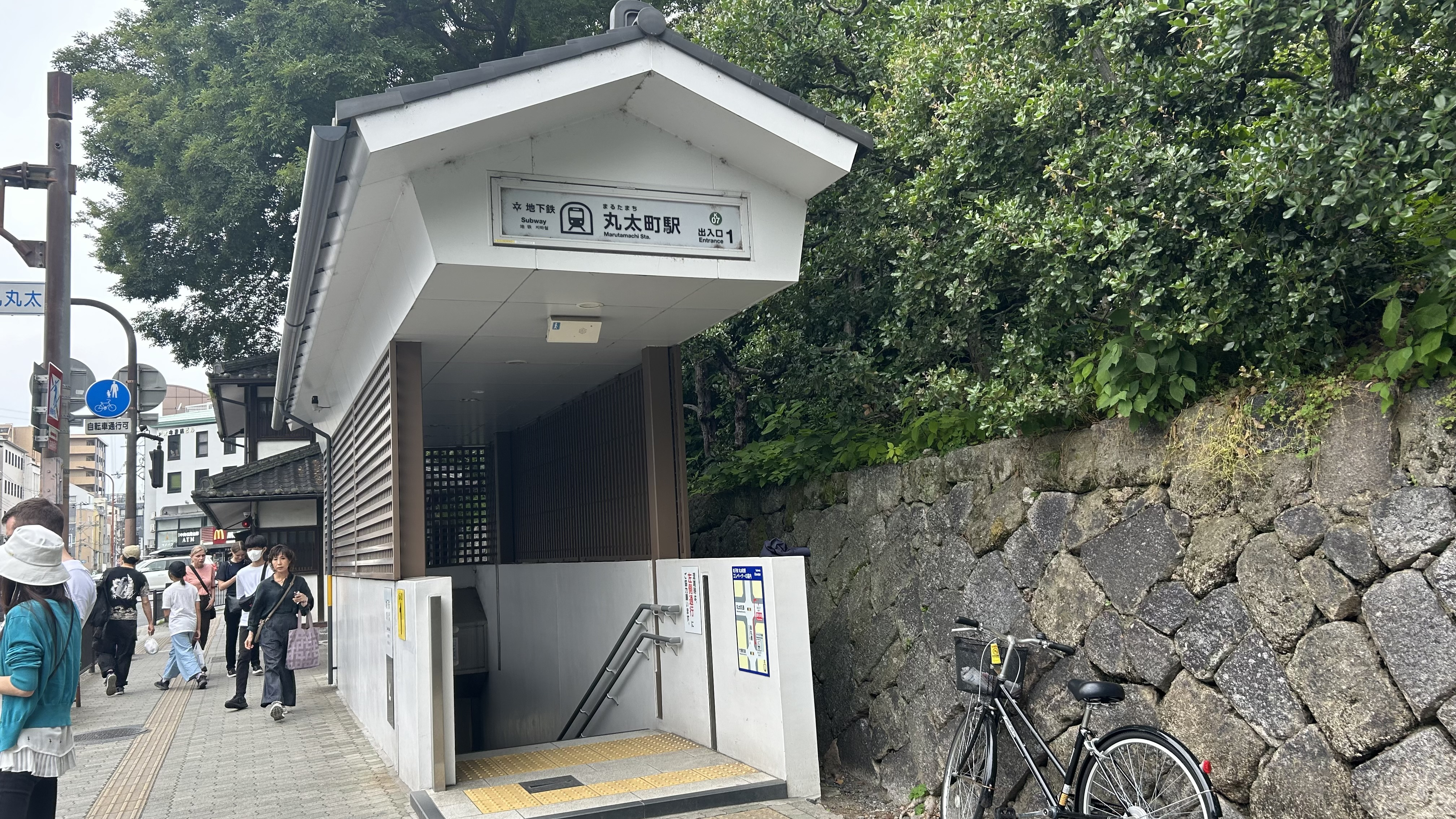
1番出入口（右手は京都御苑）
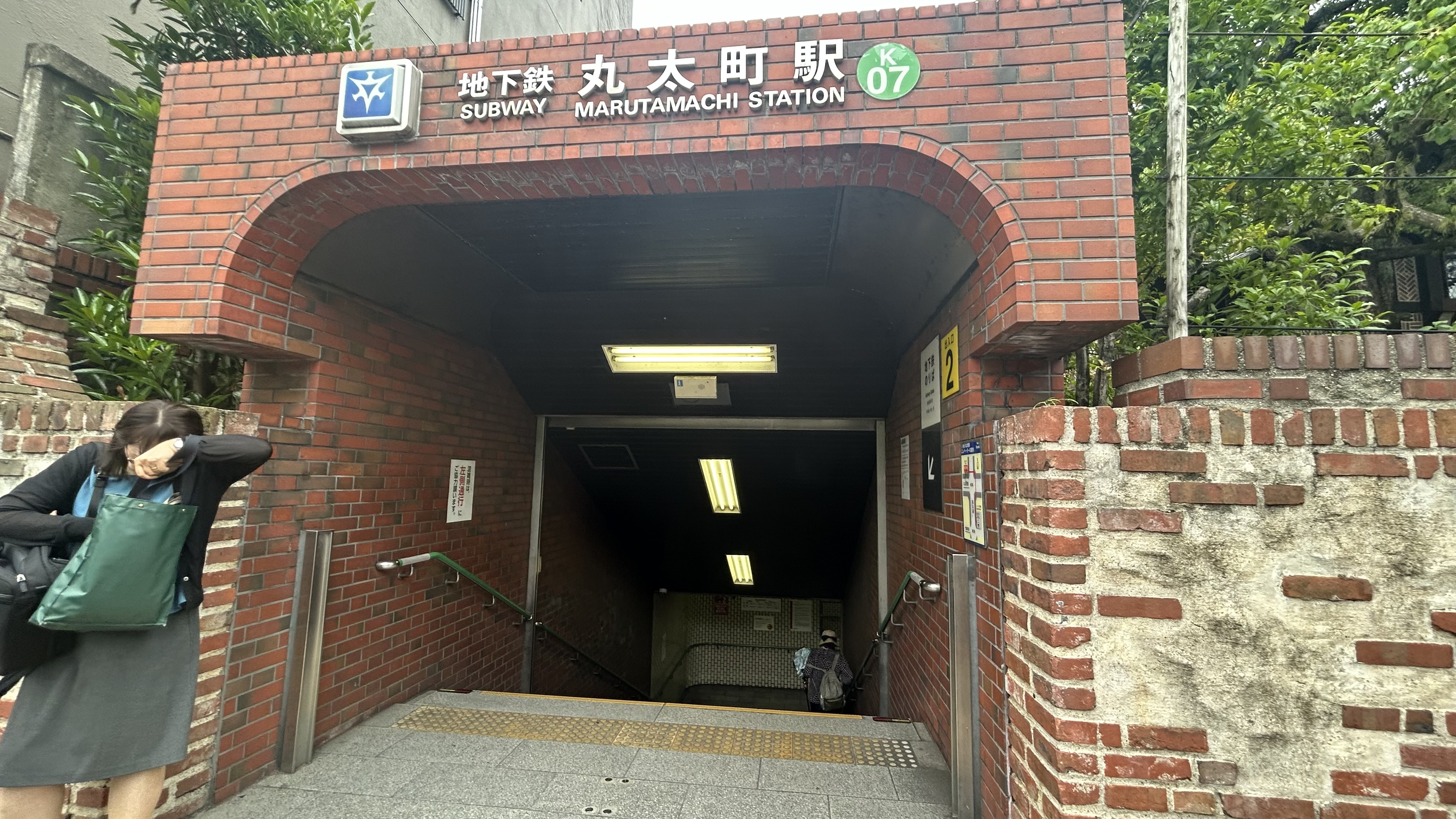
2番出入口
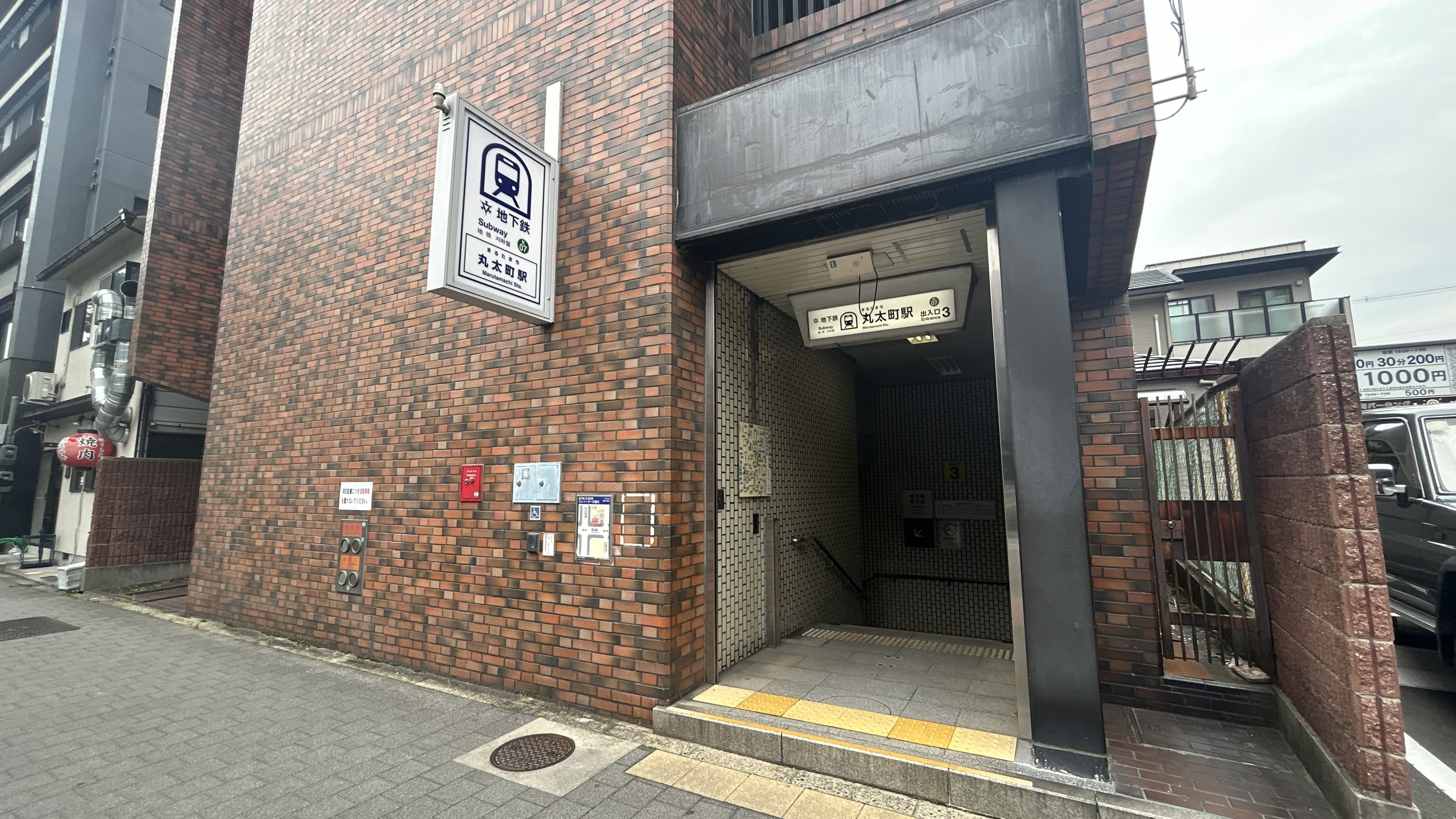
3番出入口
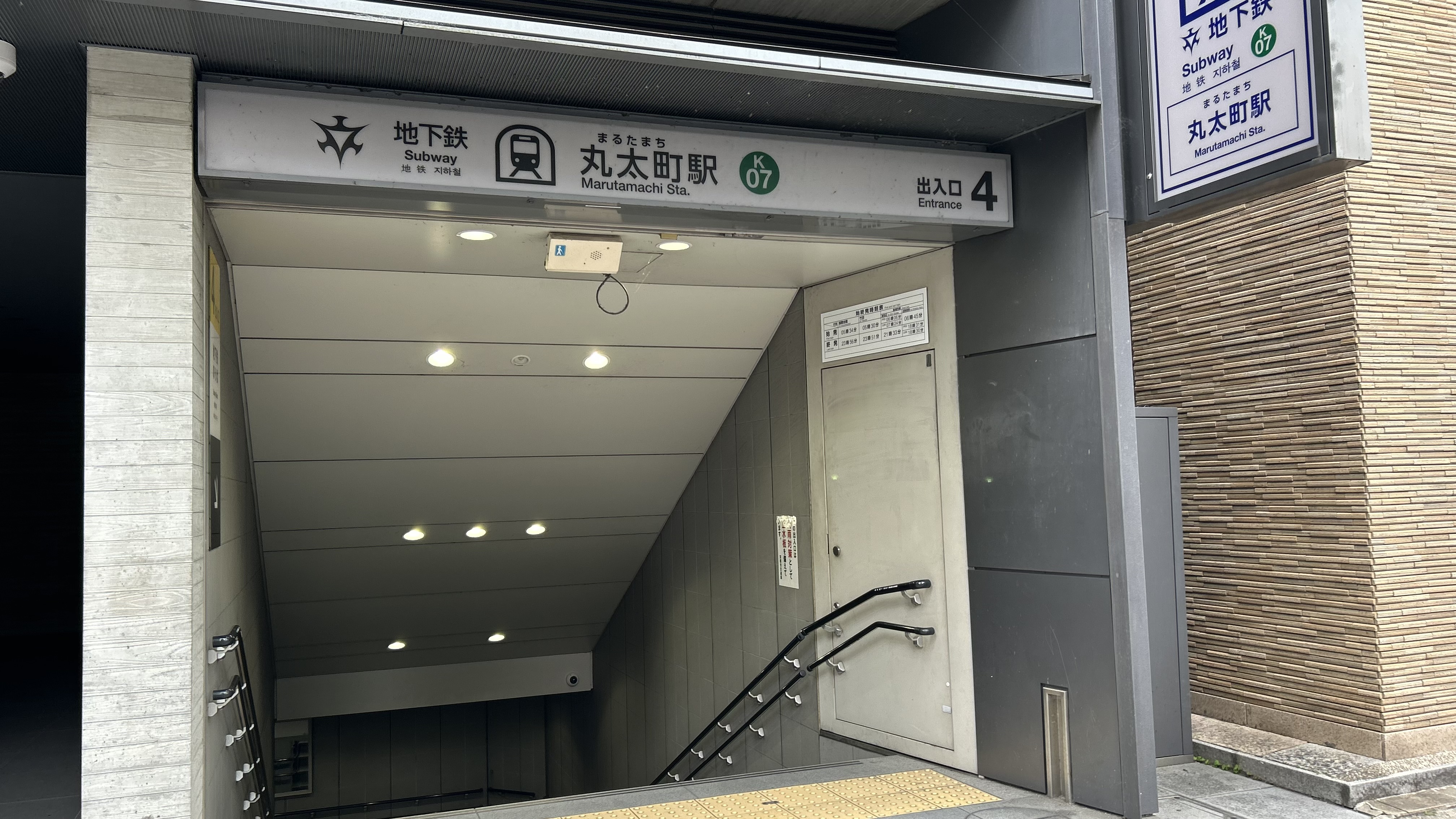
4番出入口
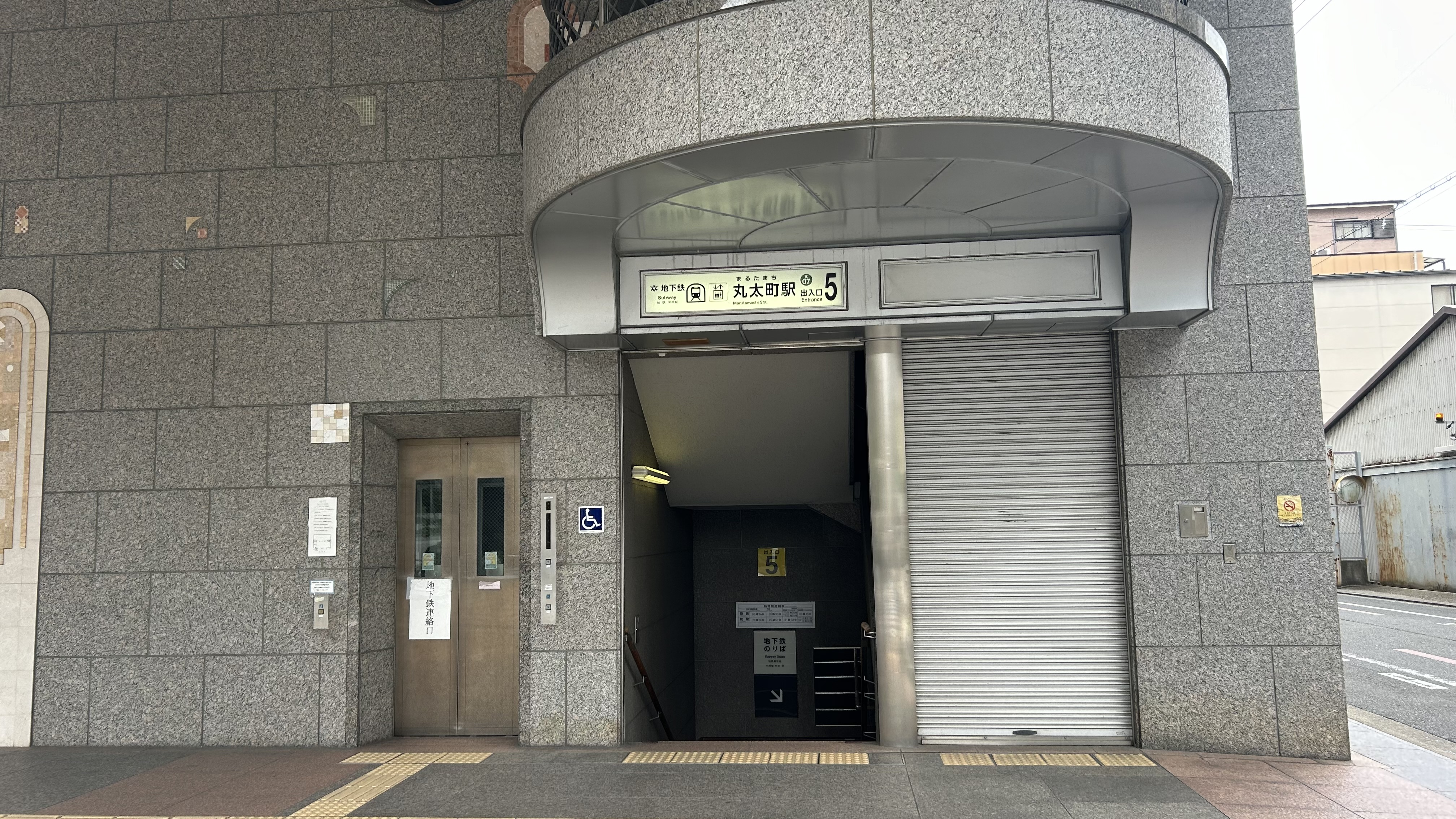
5番出入口
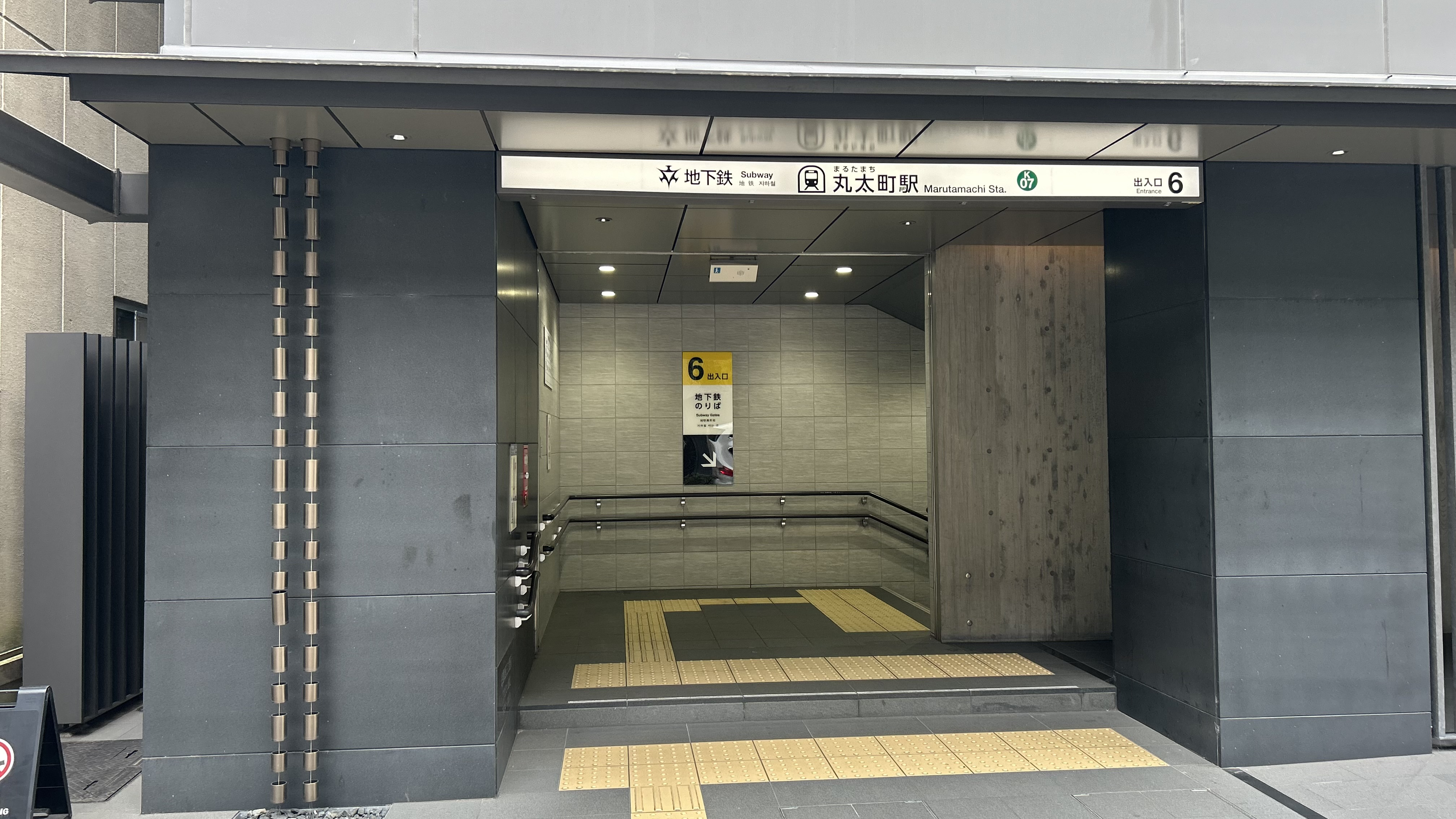
6番出入口
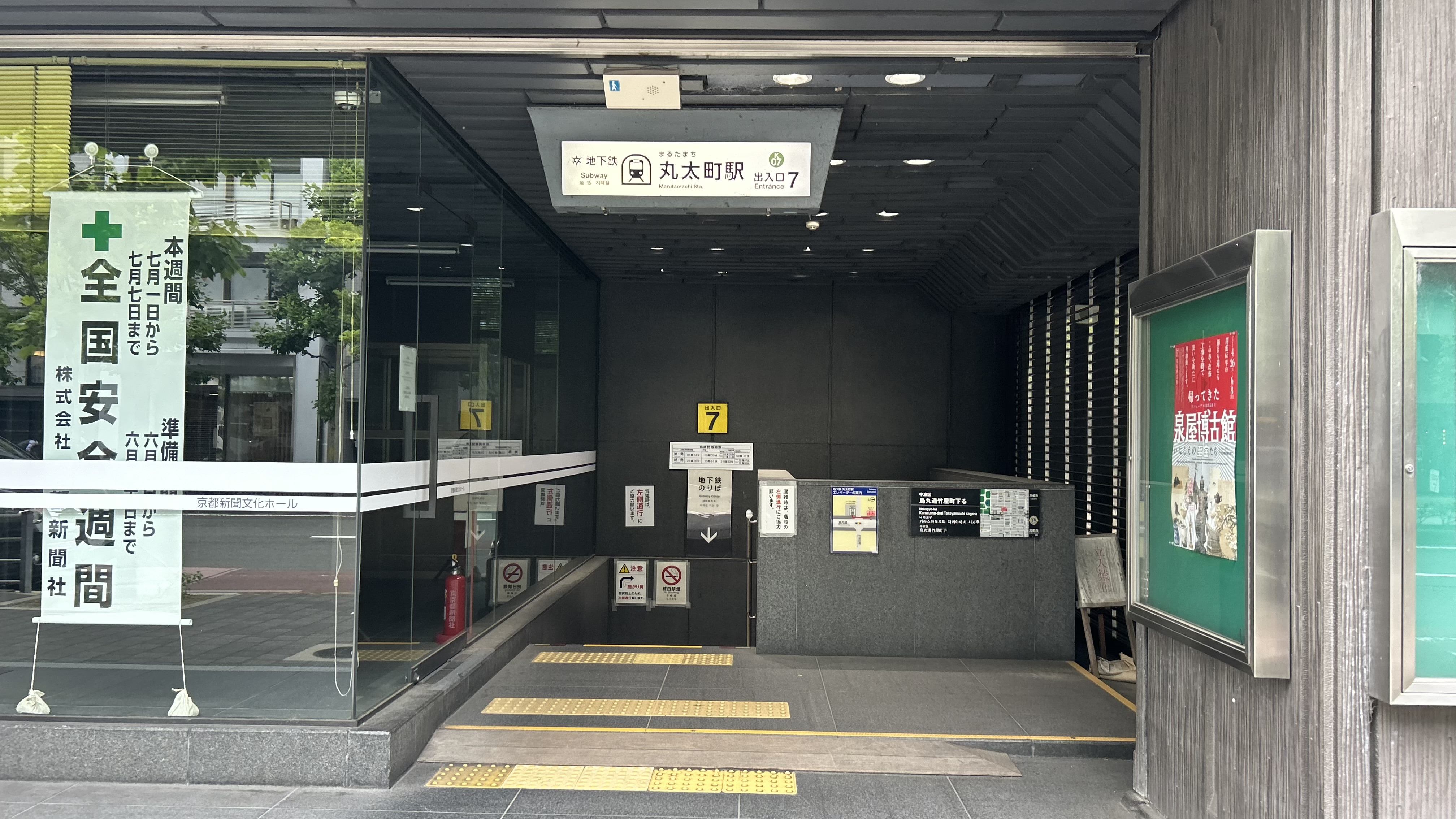
7番出入口

| のりば | 路線   | 方向 | 行先                           |
| ------ | ------ | ---- | ------------------------------ |
| 1      | 烏丸線 | 下り | 四条・京都・竹田・近鉄奈良方面 |
| 2      | 烏丸線 | 上り | 北大路・国際会館方面           |

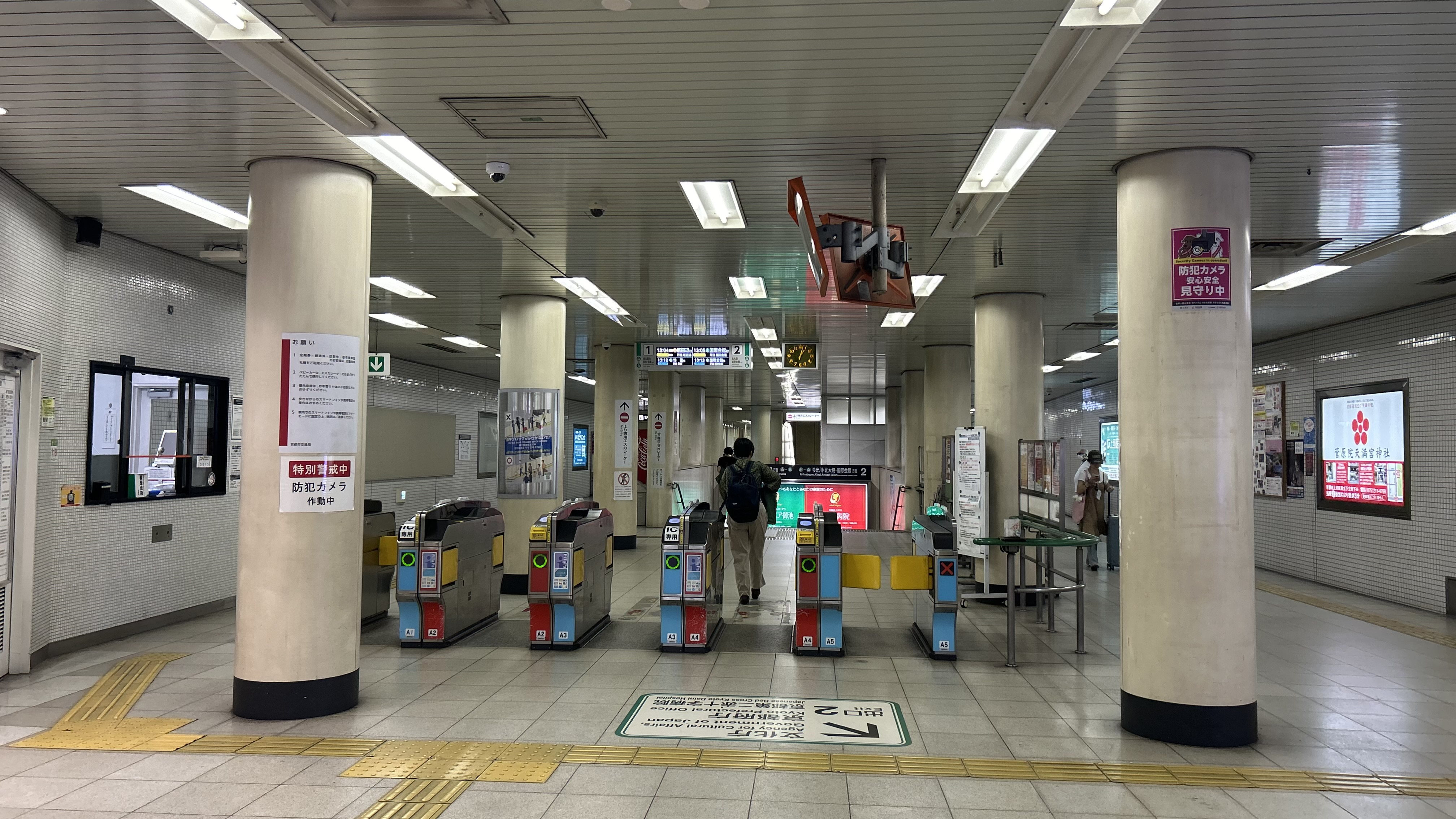
北改札口
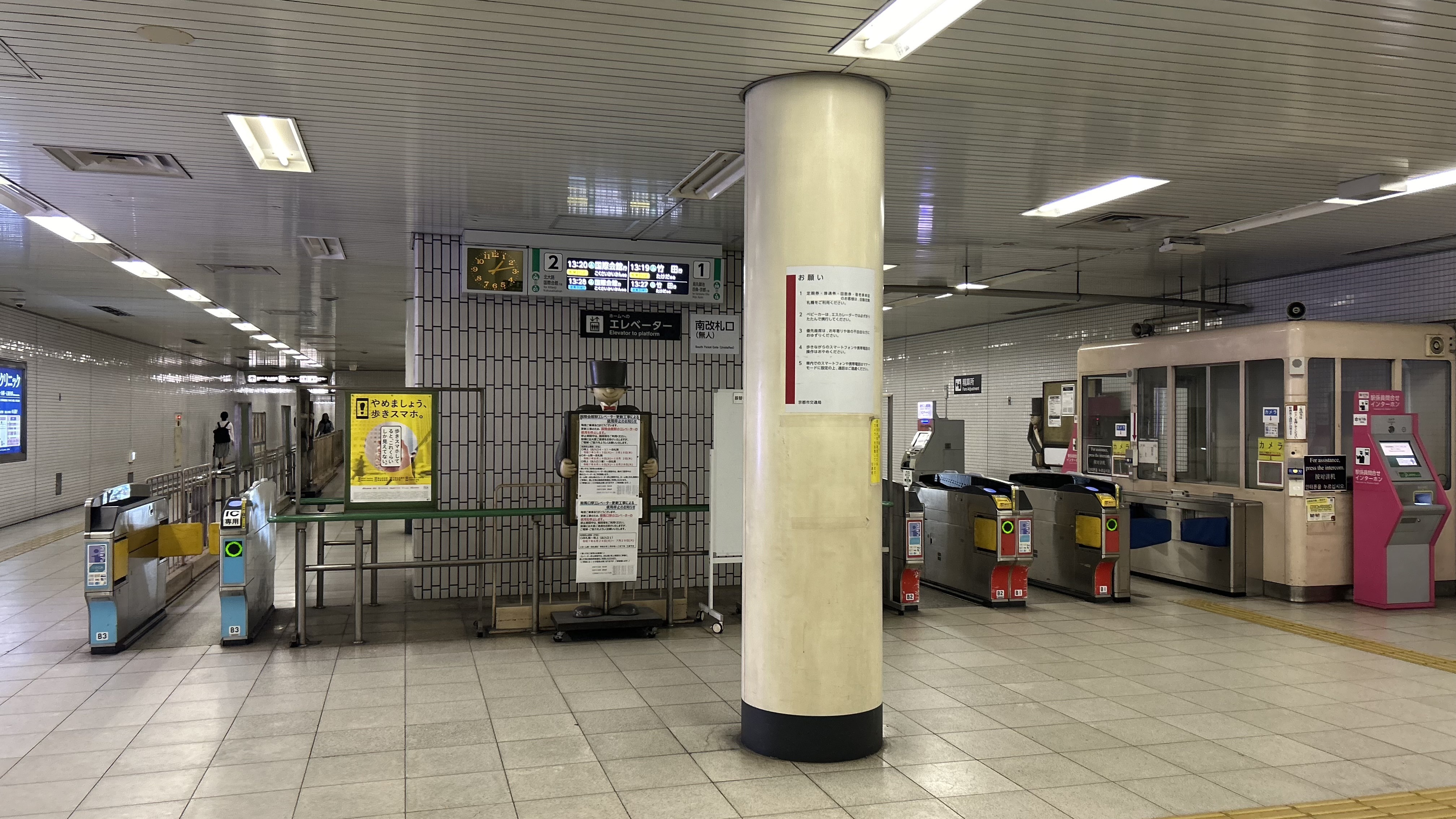
南改札口
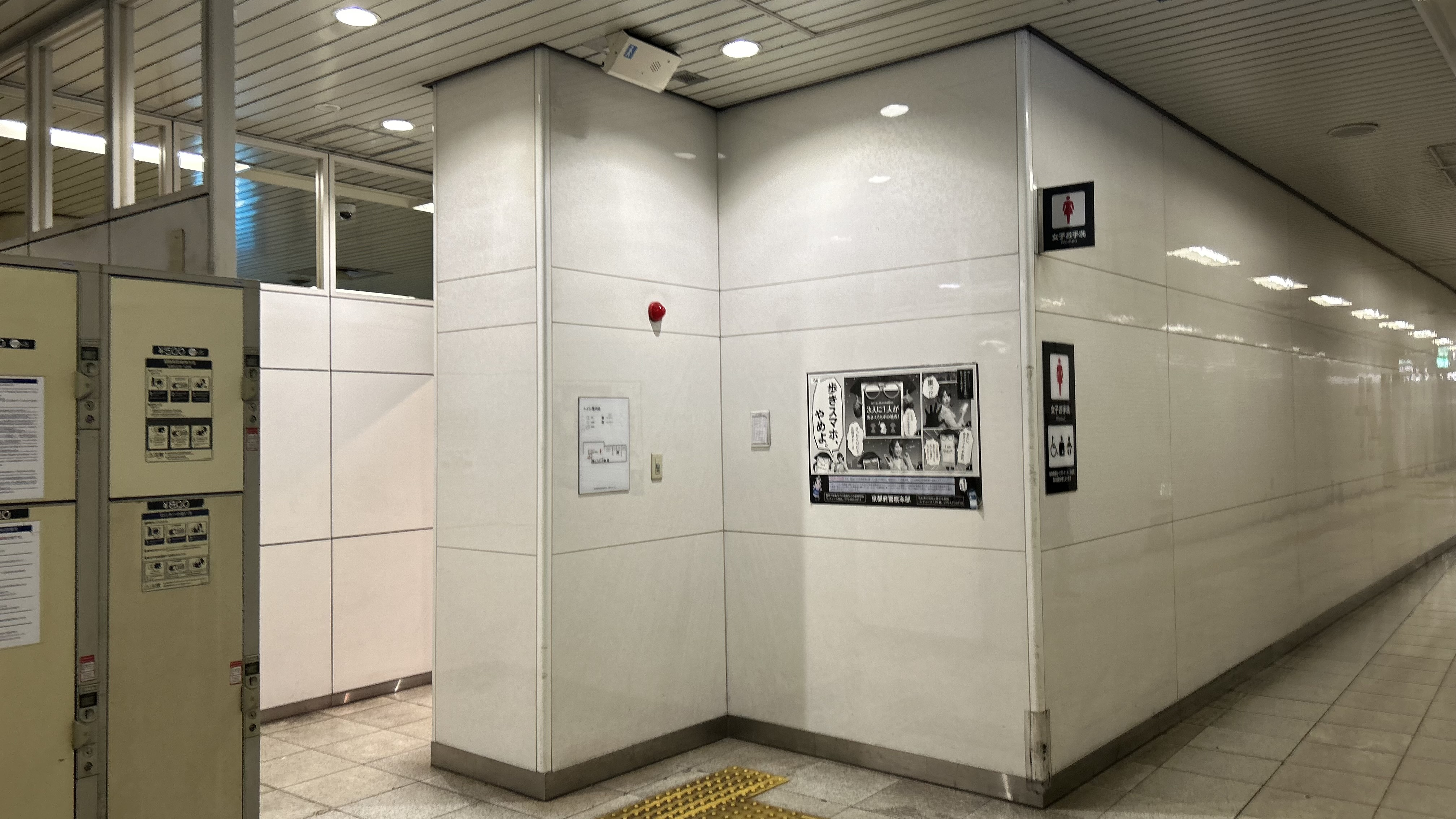
北側トイレ
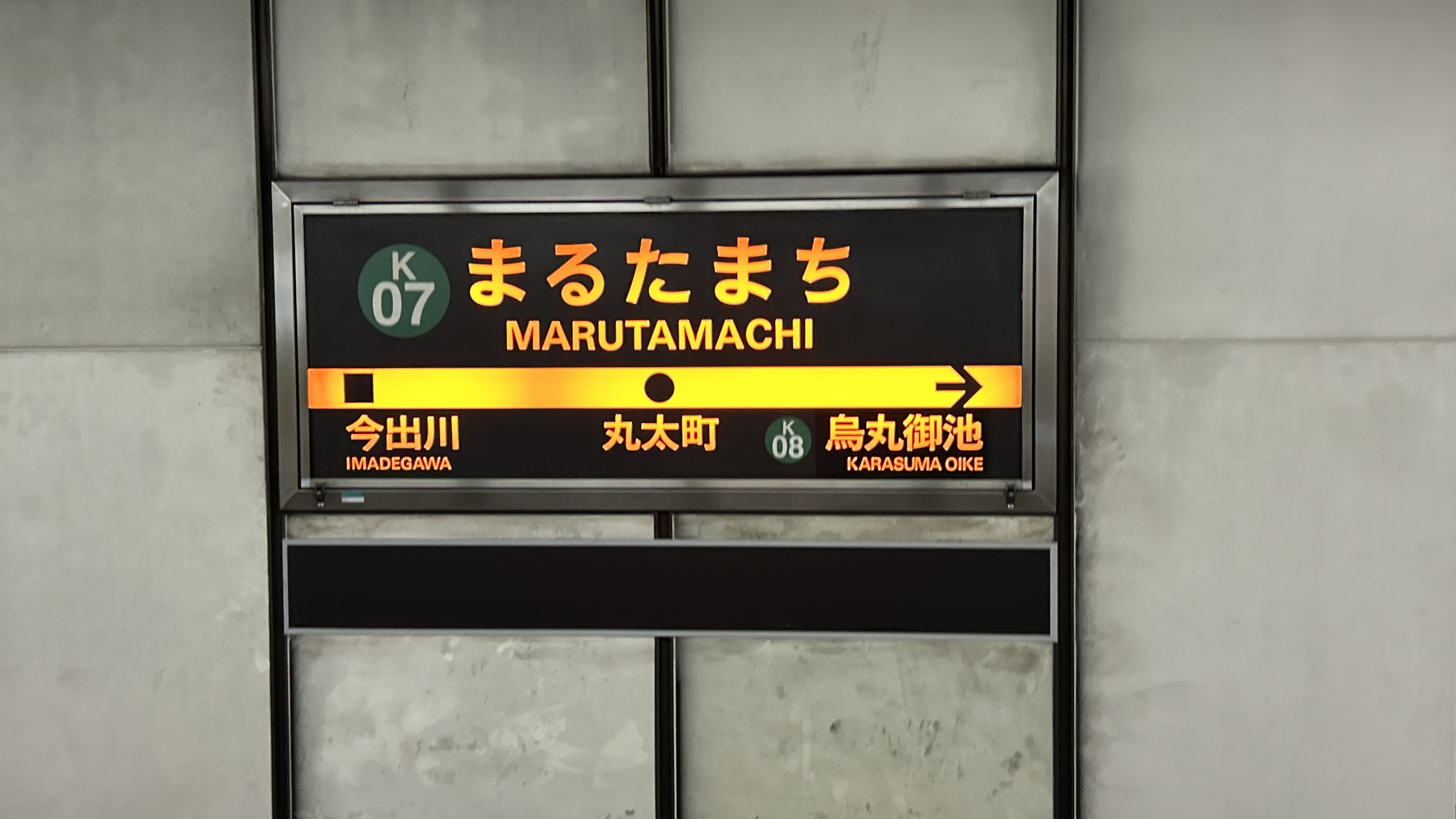
駅名標

| 出口番号 | 方角 | 出口周辺                                                                          | 接続改札 | 備考             |
| -------- | ---- | --------------------------------------------------------------------------------- | -------- | ---------------- |
| 2        | 北西 | 京都府庁・京都地方検察庁・京都府警察本部 京都第二赤十字病院・護王神社             | 北改札口 |                  |
| 1        | 北東 | 京都御苑・梨木神社・丸太町交番・京都市歴史資料館                                  | 北改札口 |                  |
| 4        | 南西 | -                                                                                 | 北改札口 |                  |
| 3        | 南東 | -                                                                                 | 北改札口 |                  |
| 6        | 北西 | -                                                                                 | 南改札口 |                  |
| 5        | 北東 | こどもみらい館・京都地方裁判所・京都簡易裁判所 京都弁護士会館・行願寺・下御霊神社 | 南改札口 | エレベーターあり |
| 7        | 北東 | -                                                                                 | 南改札口 |                  |

- 1番出入口（右手は京都御苑）
- 2番出入口
- 3番出入口
- 4番出入口
- 5番出入口
- 6番出入口
- 7番出入口

## 利用状況
2024年（令和6年）度の1日平均の乗降人員は24,673人である。
各年度の1日平均乗車・乗降人員数は下表のとおり。
| 年度               | 1日平均 乗降人員 | 1日平均 乗車人員 | 出典        |
| ------------------ | ---------------- | ---------------- | ----------- |
| 1998年（平成10年） |                  | 11,005           | [ 統計 2 ]  |
| 1999年（平成11年） | 21,771           | 10,811           | [ 統計 3 ]  |
| 2000年（平成12年） | 21,528           | 10,714           | [ 統計 4 ]  |
| 2001年（平成13年） | 21,208           | 10,561           | [ 統計 5 ]  |
| 2002年（平成14年） | 20,920           | 10,419           | [ 統計 6 ]  |
| 2003年（平成15年） | 20,800           | 10,362           | [ 統計 7 ]  |
| 2004年（平成16年） | 20,289           | 10,101           | [ 統計 7 ]  |
| 2005年（平成17年） | 20,217           | 9,999            | [ 統計 7 ]  |
| 2006年（平成18年） | 20,070           | 10,004           | [ 統計 7 ]  |
| 2007年（平成19年） | 19,567           | 9,758            | [ 統計 8 ]  |
| 2008年（平成20年） | 20,009           | 9,948            | [ 統計 8 ]  |
| 2009年（平成21年） | 20,223           | 10,051           | [ 統計 8 ]  |
| 2010年（平成22年） | 20,317           | 10,099           | [ 統計 8 ]  |
| 2011年（平成23年） | 20,350           | 10,115           | [ 統計 8 ]  |
| 2012年（平成24年） | 20,720           | 10,299           | [ 統計 9 ]  |
| 2013年（平成25年） | 21,164           | 10,521           | [ 統計 9 ]  |
| 2014年（平成26年） | 20,873           | 10,376           | [ 統計 9 ]  |
| 2015年（平成27年） | 21,372           | 10,626           | [ 統計 9 ]  |
| 2016年（平成28年） | 21,796           | 10,836           | [ 統計 10 ] |
| 2017年（平成29年） | 22,252           | 11,063           | [ 統計 11 ] |
| 2018年（平成30年） | 23,356           | 11,612           | [ 統計 12 ] |
| 2019年（令和元年） | 22,230           | 11,050           | [ 統計 13 ] |
| 2020年（令和02年） | 17,373           | 8,647            | [ 統計 14 ] |
| 2021年（令和03年） | 19,003           | 9,468            | [ 統計 15 ] |
| 2022年（令和04年） | 20,866           | 10,249           | [ 統計 16 ] |
| 2023年（令和05年） | 23,985           | 13,030           | [ 統計 17 ] |
| 2024年（令和06年） | 24,673           |                  | [ 統計 1 ]  |

## 駅周辺
京阪電気鉄道鴨東線の神宮丸太町駅とは1キロメートルほど離れている。
駅北東方面
- 京都御苑 - 京都御所・京都迎賓館
  - 皇宮警察本部京都護衛署
- 京都地方裁判所・京都簡易裁判所
- 中京警察署丸太町交番

駅北西方面
- 文化庁
- 京都府庁
- 京都府警察本部
- 京都放送（KBS京都）
- 平安女学院大学国際観光学部、 平安女学院高等学校・中学校
- 京都建築専門学校
- 京都第二赤十字病院
- 護王神社

駅南東方面
- 京都新聞社本社
- 日本経済新聞社・テレビ大阪京都支局
- 京都府立総合社会福祉会館（ハートピア京都）
- 京都市子育て支援総合センターこどもみらい館
  - 子育て図書館
- 京都市立中京もえぎ幼稚園
- 京都ハリストス正教会
- 数研出版京都本社

駅南西方面
- 成基学園本部ビル

## バス路線
最寄りのバス停は、丸太町通と烏丸通との交差点にある烏丸丸太町（地下鉄丸太町駅）である。
- 京都市営バス（市バス）[15]

10系統:四条河原町 三条京阪行／北野天満宮 御室・山越行
51系統:烏丸御池・四条河原町 三条京阪行／北野天満宮 立命館大学前行
65系統:熊野・高野 岩倉行／四条烏丸行
93系統:丸太町通 錦林車庫行／嵯峨 嵐山行
202系統:熊野神社・祇園方面／西ノ京円町・西大路九条方面
204系統:丸太町通 銀閣寺方面／西ノ京円町・金閣寺方面
- 京都バス[16]

臨丸太町系統:丸太町通 神宮丸太町駅行／嵯峨瀬戸川町行
51系統(比叡山ドライブウェイバス):ロテル・ド・比叡経由 延暦寺・比叡山頂行（季節運行）
- 西日本JRバス[17]

高雄・京北線京都駅行、周山行（1日1往復のみ）

## 映画とのコラボレーション
2022年に映画『コンフィデンスマンJP 英雄編』と京都市交通局とのコラボレーションによるフォトラリーイベントを京都市営地下鉄で実施したが、当駅構内には映画の舞台となったマルタ島（マルタ）にちなみ、主演の長澤まさみをはじめとする等身大のフォトスポットが設置された。また、このイベントに合わせ、地下鉄各駅では映画出演者（長澤まさみ・東出昌大・小日向文世・小手伸也）による駅構内放送（新型コロナウイルス感染症の感染拡大防止の啓発など）も実施された。

## 隣の駅
京都市営地下鉄
 烏丸線
今出川駅 (K06) - 丸太町駅 (K07) - 烏丸御池駅 (K08)
- 括弧内は駅番号を示す。